# 宜蘭氣象站
宜蘭氣象站位於臺灣宜蘭縣宜蘭市，為交通部中央氣象署所屬三等氣象測報機構之一，宜蘭氣象站成立於臺灣日治時期，設站目的為臺灣總督府軍事作戰需求而設置之氣象觀測站。目前同時兼辦蘇澳氣象站原有之宜蘭全縣災害性天氣監測業務。

## 沿革

### 日治時期
臺灣日治時期臺灣總督府基於當時軍事作戰需求，於昭和10年（1935年）12月6日頒布臺灣總督府第185號令，成立宜蘭測候所。隔年1月1日起宜蘭測候所借用遞信部宜蘭無線電信局（今宜蘭市東港路的中華電信機房）之房舍做為臨時觀測站使用。
昭和11年（1936年）3月12日宜蘭測候所永久站址辦公廳、宿舍、風力塔，及各項觀測儀器建置完成，臨時測候所搬遷至永久測候所，4月17日為軍用航空需求，開始實施高空風向、風速的探空觀測業務。6月1日起完成地震儀設置，開始宜蘭地區地震觀測業務。因應宜蘭北機場民用航空業務日益繁忙，宜蘭測候所於昭和11年（1936年）在機場西鄉堤防旁設置宜蘭測候所宜蘭飛行場出張所，昭和14年（1939年）7月17日完成出張所廳舍與觀測坪，昭和15年（1940年）1月正式成立「宜蘭測候所宜蘭飛行場出張所」。
昭和20年（1945年）第二次世界大戰接近尾聲，大日本帝國情勢危急，宜蘭飛行場軍用機場關閉，宜蘭測候所結束高空觀測業務，地面氣象觀測也縮減為每日三次，飛行場出張所也暫停觀測業務。

### 戰後至今
1945年11月第二次世界大戰戰後，宜蘭測候所與飛行場出張所皆由國民政府接收，隸屬於臺灣省氣象所，其中宜蘭測候所改名為宜蘭第一測候所，列為乙等測候所，飛行場出張所改名為宜蘭第二測候所恢復觀測業務。
1948年因應氣象局降格為氣象所，宜蘭測候所全銜更改，站名無變更。1965年因氣象所重新升格氣象局，宜蘭測候所全銜二度更改，1971年7月1日省氣象局恢復建置為中央，故改稱為中央氣象局宜蘭測候所。1973年1月於宜蘭機場的第二測候所裁撤結束觀測業務，1976年依中央氣象局附屬測站通則改稱為交通部中央氣象局宜蘭氣象測站，1989年8月1日改稱為交通部中央氣象局宜蘭氣象站。2023年9月15日更名為「交通部中央氣象署宜蘭氣象站」。

## 建築結構
宜蘭氣象站日治時期建站為覆瓦木造磚造平房，屋身搭配雨淋板，風力塔為兩層樓磚造建築，整體配置呈「L」型。飛行場出張所辦公廳舍與風力塔屬鋼筋混凝土加強磚造建築，廳舍高一層，風力塔高三層，風力塔方形量體平屋頂，外觀屬風格簡潔之現代主義樣式，2002年6月21日指定為宜蘭縣歷史建築。
1979年10月宜蘭氣象站日治時期建築拆除，新建兩層樓鋼筋混凝土建築，而既有風力塔因緊鄰隔壁力行國小校舍，失去觀測功能，因此同時新建鐵塔式風力塔。

## 編制
宜蘭氣象站依據中央氣象署三等氣象測報機構，配置有主任1人、職員5人，作業方式採11小時輪班。 

## 觀測項目

### 地面氣象觀測
宜蘭氣象站透過自動測報系統每日實施5次地面觀測，觀測項目包含氣壓、氣溫、風向、風速、濕度、雲、天氣現象、降水、日射、日照、能見度、蒸發量，以及地溫等氣象要素觀測。

### 災害性天氣監測
宜蘭氣象站合併蘇澳氣象站之業務，辦理宜蘭全縣豪大雨、大雷雨、強風、低溫、濃霧等災害性天氣觀測，並透過「劇烈天氣與特殊氣象回報系統」編報災害性天氣報告，傳真至氣象預報中心。

## 外部連結
- 交通部中央氣象署 - 宜蘭氣象站 （页面存档备份，存于）